# Clássico Vovô (Goiânia)
Clássico Vovô ou O Clássico é o duelo entre os clubes de futebol brasileiros Atlético Goianiense e Goiânia Esporte Clube, ambos da cidade de Goiânia, Goiás
É o clássico mais tradicional entre dois clubes de futebol na cidade de Goiânia, já que reúne as agremiações goianienses ainda na ativa mais antigas.
O Goiânia surgiu em 1936 associado à elite de Goiânia. Foi idealizado por Joaquim da Veiga Jardim. Sua fundação oficial ocorreu em 1938, quando o clube trocou de nome para Corinthians Goiano. Em 1937, o Atlético surgiu como o representante da imensa comunidade campineira.

## História
Os clubes foram os principais de Goiás até a década de 1970. O Atlético foi o primeiro campeão goiano, em 1944, e até 1961, revezava com o Goiânia, as conquistas dos títulos estaduais.
Após a década de 70, os rivais foram perdendo espaço para Goiás e Vila Nova, que passaram a ser os dois maiores vencedores do Campeonato Goiano.
Após alguns anos sem equipes competitivas, inclusive com participações na segunda divisão goiana, o Atlético se reergueu conquistando 3 dos 5 últimos campeonatos goianos.
Já o Goiânia ainda vive má fase, disputando a segunda divisão goiana. Ainda assim, é o terceiro maior vencedor da primeira divisão, atrás de Goiás e Vila Nova.
No início, Goiânia era considerado o time da elite, do poder público. Já o Atlético representava os cidadãos do bairro de Campinas. Ambos os times dominaram o campeonato estadual na era amadora.

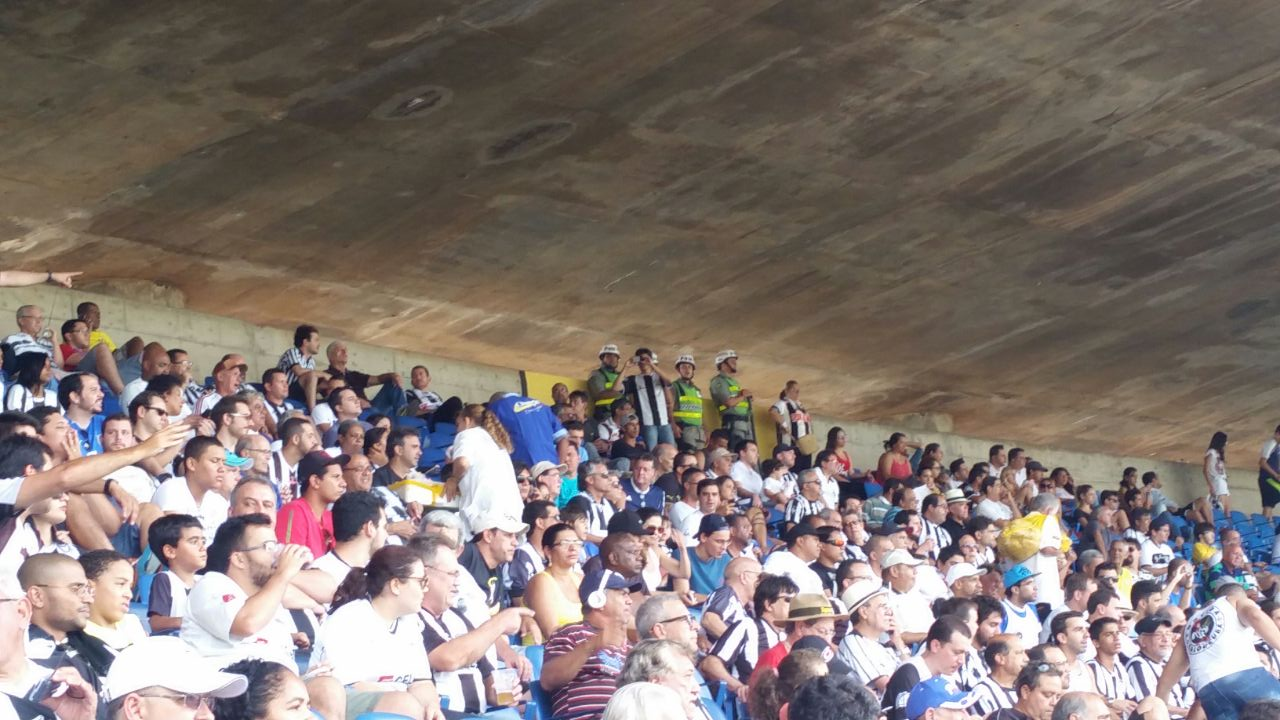
Torcida do Goiânia no Serra Dourada em 2015.
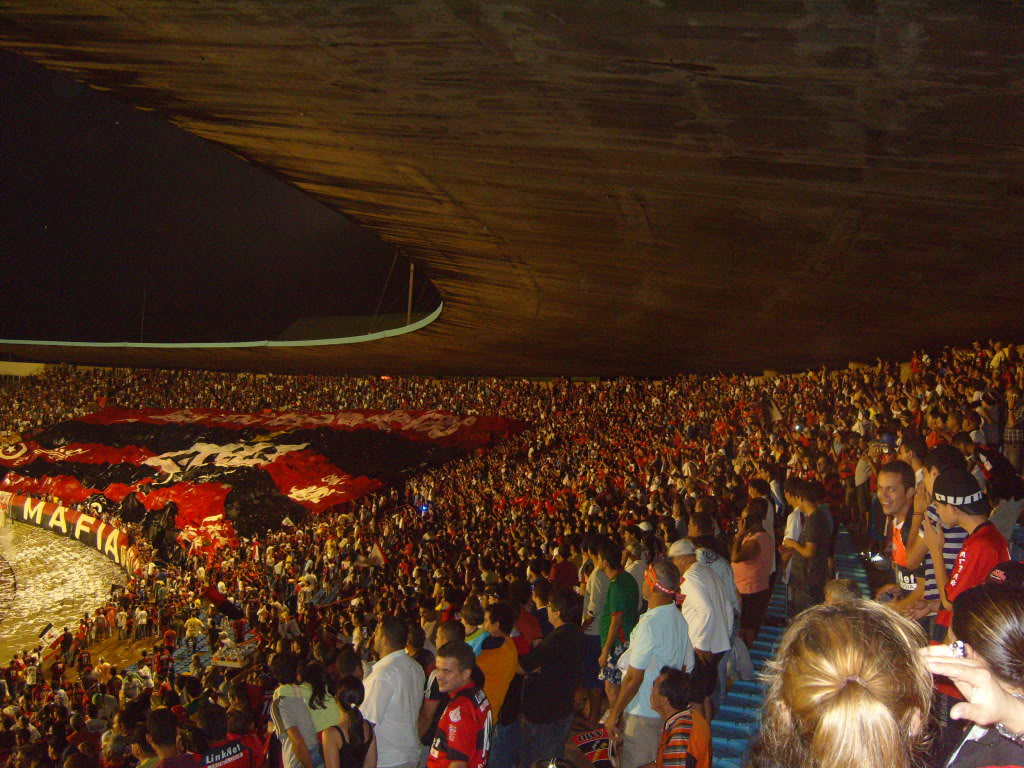
Torcida do Atlético no Serra Dourada na década 2000.
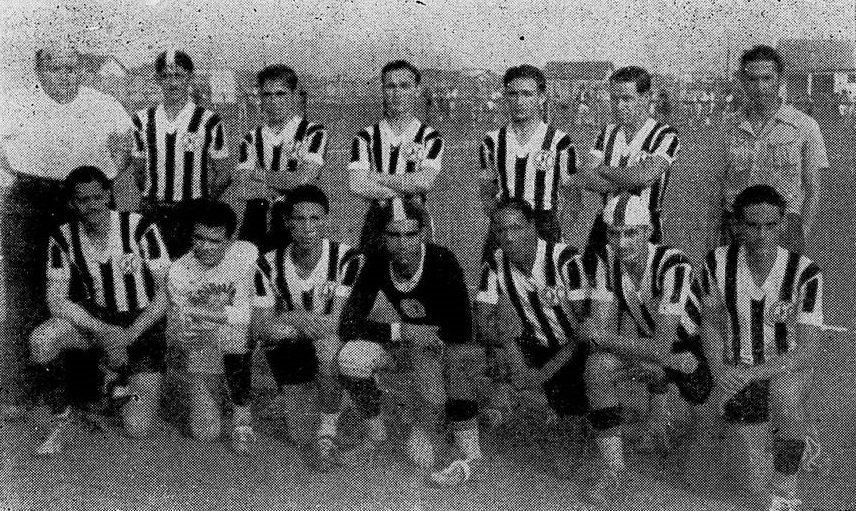
Equipe do Goiânia em 1941.
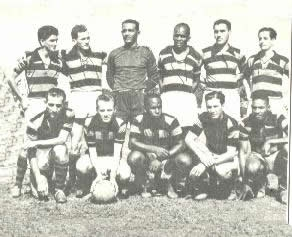
Equipe do Atlético Goianiense na década de 1940.

## Todos os clássicos disputados
Seção em construção
A ordem dos jogos poderá sofrer alteração. Isso ocorre devido as pesquisas do Futebol de Goyaz.
| #  | Data                   | Estádio           | Goiânia | x | Atlético | Campeonato          | G  | E | A |
| -- | ---------------------- | ----------------- | ------- | - | -------- | ------------------- | -- | - | - |
| 1  | 31 de julho de 1938    | Campo do Atlético | 1       | x | 0        | Amistoso            | 1  | 0 | 0 |
| 2  | 28 de agosto de 1938   | Campo do Atlético | 1       | x | 1        | Amistoso            | 1  | 1 | 0 |
| 3  | 11 de dezembro de 1938 | Campo do Goiânia  | 4       | x | 1        | Citadino de Goiânia | 2  | 1 | 0 |
| 4  | 18 de dezembro de 1938 | Campo do Atlético | 0       | x | 1        | Citadino de Goiânia | 2  | 1 | 1 |
| 5  | 25 de dezembro de 1938 | Campo do Goiânia  | 2       | x | 3        | Citadino de Goiânia | 2  | 1 | 2 |
| 6  | 19 de março de 1939    | Campo do Atlético | 0       | x | 4        | Amistoso            | 2  | 1 | 3 |
| 7  | 5 de maio de 1940      | Campo do Goiânia  | 4       | x | 1        | Citadino de Goiânia | 3  | 1 | 3 |
| 8  | 21 de julho de 1940    | Campo do Atlético | 3       | x | 0        | Citadino de Goiânia | 4  | 1 | 3 |
| 9  | 29 de agosto de 1943   | Estádio Olímpico  | 5       | x | 0        | Citadino de Goiânia | 5  | 1 | 3 |
| 10 | 30 de janeiro de 1944  | Estádio Olímpico  | 2       | x | 1        | Torneio 1944        | 6  | 1 | 3 |
| 11 | 6 de fevereiro de 1944 | Campo do Atlético | 2       | x | 2        | Torneio 1944        | 6  | 2 | 3 |
| 12 | 19 de março de 1944    | Estádio Olímpico  | 4       | x | 3        | Torneio 1944        | 7  | 2 | 3 |
| 13 | 19 de novembro de 1944 | Estádio Olímpico  | 2       | x | 4        | Campeonato Goiano   | 7  | 2 | 4 |
| 14 | 27 de março de 1945    | Estádio Olímpico  | 2       | x | 0        | Campeonato Goiano   | 8  | 2 | 4 |
| 15 | 19 de agosto de 1945   | Estádio Olímpico  | 3       | x | 0        | Campeonato Goiano   | 9  | 2 | 4 |
| 16 | 23 de setembro de 1945 | Estádio Olímpico  | W.O.    | x | 0        | Campeonato Goiano   | 10 | 2 | 4 |
| 17 | 9 de junho de 1946     | Estádio Olímpico  | 2       | x | 2        | Campeonato Goiano   | 10 | 3 | 4 |
| 18 | 3 de novembro de 1946  | Estádio Olímpico  | 2       | x | 0        | Campeonato Goiano   | 11 | 3 | 4 |

## Estatísticas
Os números e a ficha de todos os clássicos Vovôs.
| Número de jogos             | 181 |
| Vitórias do Goiânia         | 59  |
| Empates                     | 59  |
| Vitórias do Atlético        | 63  |
| Gols marcados pelo Goiânia  | 245 |
| Gols marcados pelo Atlético | 253 |
| Total de gols               | 498 |

 As estatísticas detalhadas acima são do Futebol de Goyaz..

### Números por competição
Atualizado em 25 de janeiro 2016, conforme site do Futebol de Goyaz.
| Competição                           | Jogos | Período           | Vitórias do Atlético | Empates | Vitórias do Goiânia | Gols do Atlético | Gols do Goiânia | Total de gols |
| ------------------------------------ | ----- | ----------------- | -------------------- | ------- | ------------------- | ---------------- | --------------- | ------------- |
| Camp. nacionais                      |       |                   |                      |         |                     |                  |                 |               |
| Campeonato Brasileiro - Série B      | 2     | 1991              | 0                    | 1       | 1                   | 1                | 3               | 4             |
| Campeonato Brasileiro - Série C      | 6     | 2000-2002         | 0                    | 5       | 1                   | 2                | 5               | 7             |
| Camp. estaduais e regionais          |       |                   |                      |         |                     |                  |                 |               |
| Campeonato Goiano                    | 91    | 1962-atual        | 36                   | 35      | 20                  | 121              | 82              | 203           |
| Campeonato Goiano da Segunda Divisão | 1     | 2004              | 1                    | 0       | 0                   | 1                | 0               | 1             |
| Copa Goiânia                         | 2     | 1998              | 2                    | 0       | 0                   | 5                | 0               | 5             |
| Copa Leonino Caiado                  | 2     | 1973              | 2                    | 0       | 0                   | 6                | 2               | 8             |
| Copa Brasil Central                  | 3     | 1967 e 1969       | 0                    | 2       | 1                   | 5                | 6               | 11            |
| Torneio Centro-Oeste                 | 2     | 1976 e 1981       | 2                    | 0       | 0                   | 5                | 2               | 7             |
| Camp. Municipais                     |       |                   |                      |         |                     |                  |                 |               |
| Taça Cidade de Goiânia               | 4     | 1961, 1965 e 1972 | 1                    | 0       | 3                   | 5                | 9               | 14            |
| Total                                | 182   |                   | 60                   | 60      | 62                  | 247              | 250             | 497           |

### Estatísticas detalhadas
A contagem do Vovô é diferente para alvinegros, atleticanos e a mídia, mas o site Futebol de Goyaz está em constante pesquisas sobre o clássico. Por enquanto as pesquisas apontam para 179 partidas, sendo 61 vitórias do Goiânia e 59 do Atlético e mais 59 empates.
| Estatística do Clássico     |                                                                   |
| Número de jogos             | 227                                                               |
| Vítórias do Atlético        | 74                                                                |
| Vitórias do Goiânia         | 80                                                                |
| Empates                     | 73                                                                |
| Número de gols              | 610                                                               |
| Gols marcados pelo Atlético | 303                                                               |
| Gols marcados pelo Goiânia  | 307                                                               |
| Maior público               | Atlético 0-0 Goiânia - 41 156 (rodada dupla) - 7 de julho de 1976 |
| Última Partida              | Goiânia 1-1 Atlético - (Goiano 2007, 07 de março de 2007)         |

| Estatística do Vovô no Brasileirão Série B e C |                                                                                        |
| Número de jogos                                | 8                                                                                      |
| Vitórias do Atlético                           | 0                                                                                      |
| Vitórias do Goiânia                            | 2                                                                                      |
| Empates                                        | 6                                                                                      |
| Gols do Atlético                               | 4                                                                                      |
| Gols do Goiânia                                | 9                                                                                      |
| Última partida                                 | Goiânia 0-0 Atlético (Campeonato Brasileiro de 2002 - Série C, 22 de setembro de 2002) |

| Outras estatísticas        |               |
| Maior goleada do confronto | Em construção |
| Artilheiros                | Em construção |
| Jogador que mais atuou     | Em construção |
| Goleiros mais vazados      | Em construção |
| Invencibilidade            | Em construção |

## Títulos
Quadro comparativo
| Competições Nacionais         | Atlético | Goiânia |
| ----------------------------- | -------- | ------- |
| Brasileirão Série B           | 1        | 0       |
| Brasileirão Série C           | 2        | 0       |
| Torneio Integração da CBD     | 1        | 0       |
| Competições Regionais         | Atlético | Goiânia |
| Copa Brasil Central           | 0        | 1       |
| Competições Estaduais         | Atlético | Goiânia |
| Campeonato Goiano             | 16       | 14      |
| Super Campeonato Goiano       | 0        | 3       |
| Campeonato Goiano- 2ª Divisão | 1        | 2       |
| Copa Goiás                    | 2        | 0       |
| Torneio Início do Goiano      | 5        | 8       |
| Competições Municipais        | Atlético | Goiânia |
| Taça Cidade de Goiânia        | 2        | 4       |
| Citadino de Goiânia           | 1        | 4       |
| Citadino de Goiânia           | 1        | 2       |
| Total                         | 30       | 36      |

## Resultados
| Vitórias do Goiânia | Empate | Vitórias do Atlético |

Campeonato Brasileiro
Série B
| #  | Data                    | Estádio       | Casa     | Visitante | Placar | Gols (casa) | Gols (visitante) |
| -- | ----------------------- | ------------- | -------- | --------- | ------ | ----------- | ---------------- |
| 01 | 24 de fevereiro de 1991 | Serra Dourada | Atlético | Goiânia   | 1–1    | André       | Guga             |
| 02 | 24 de março de 1991     | Serra Dourada | Goiânia  | Atlético  | 2-0    |             |                  |

Série C
| #  | Data                   | Estádio       | Casa     | Visitante | Placar | Gols (casa) | Gols (visitante) |
| -- | ---------------------- | ------------- | -------- | --------- | ------ | ----------- | ---------------- |
| 01 | 9 de agosto de 2000    | Serra Dourada | Atlético | Goiânia   | 0–3    |             |                  |
| 02 | 22 de setembro de 2000 | Serra Dourada | Goiânia  | Atlético  | 1-1    |             |                  |
| 03 | 26 de setembro de 2001 | Olímpico      | Goiânia  | Atlético  | 0–0    |             |                  |
| 04 | 24 de outubro de 2001  | Olímpico      | Atlético | Goiânia   | 1-1    |             |                  |
| 05 | 1 de setembro de 2002  | Olímpico      | Atlético | Goiânia   | 1–1    |             |                  |
| 06 | 22 de setembro de 2002 | Olímpico      | Goiânia  | Atlético  | 0-0    |             |                  |